# Quartier Lorge
Le Quartier Lorge est la dernière base militaire encore occupée par l'armée (hors gendarmerie) à Caen. Aménagée à partir de 1792 dans l'ancien couvent de la Visitation de Caen construit au XVIIe siècle, il fut agrandi au XIXe siècle pour accueillir le premier dépôt de remonte de France. Depuis 1992, il abrite également le Bureau des archives des victimes des conflits contemporains et constitue, avec ceux de Pau et de Vincennes (Paris) un des trois Services Historiques de la Défense (SHD)

## Histoire

### Le monastère de la Visitation sous l'Ancien Régime
Le 16 décembre 1632, les sœurs de l'Ordre de la Visitation, installées à Caen l'année précédente, achètent dans le Bourg-l'Abbé un terrain de cinq acres entouré d'une muraille et dans lequel se trouvait une maison, une cour, un colombier et un jardin. Elles étendent leur propriété et se font construire un monastère.

### La caserne
En août 1792, l’ordre de la Visitation, comme tous les ordres, est interdit en France. Les communautés sont donc dispersées. Le monastère caennais est transformé en caserne pour accueillir la 73e brigade de Cuirassiers, puis le 8e régiment de Dragons. L'église est transformée en magasin, en salle d'armes, en remise pour voiture et enfin en magasin d'alimentation,.

### Le dépôt de remonte
Le 25 mai 1818, le premier dépôt de remonte est créé à titre expérimental à Caen en vue d'acheter des chevaux directement aux propriétaires ou aux éleveurs, de les élever et de les préparer au régime militaire. Le corps de la Remonte est créé au niveau national le 11 avril 1831 ; le dépôt de remonte de Caen, avec ses 150 hommes, est alors le plus grand de France. La Première circonscription de Remonte, celle de Caen, couvre le Calvados, l'Eure et la Seine-Maritime. Deux succursales (Falaise et le Bec-Hellouin) dépendent du dépôt de Caen. En 1835, la municipalité verse 30 000 francs au ministère de la guerre qui fait construire dans les anciens jardins du monastère de la Visitation des écuries spacieuses, pouvant accueillir 700 chevaux, et des services annexes comme des forges pour les maréchaux-ferrants. Le dépôt de remonte était chargé d'améliorer et d'assurer la reproduction des chevaux, ; il est donc équipé d'un cabinet de vétérinaires et d'une pharmacie vétérinaire. En 1841, la caserne de la Visitation est rebaptisée caserne de la Remonte ; par la suite, la caserne prend son nom actuel de Quartier Lorge en l'honneur de Jean Thomas Guillaume Lorge, général de la Révolution française né à Caen en 1727. Le préfet propose toutefois d'acquérir la caserne afin d'agrandir la prison ; en 1843, le Conseil général du Calvados rejette le projet qui est alors abandonné.
La Première compagnie des cavaliers de remonte, créée en 1852, est stationnée à Caen. À partir de 1874, le Quartier Lorge est utilisé comme poste de commandement pour la 10e brigade, puis, à partir de 1925, pour la 5e D.I. En 1939, le dépôt de remonte de Caen n'est plus qu'un détachement de la Compagnie de Saint-Germain-en-Laye.

### Le quartier Lorge pendant la Seconde Guerre mondiale
Le 6 juillet 1944, pendant la bataille de Caen, l'état-major de la 12e Division de Panzergrenadiere SS se réfugie dans la caserne qui est alors bombardée. Les anciens bâtiments conventuels sont endommagés et l'ancienne église est totalement détruite.
Après la Seconde Guerre mondiale, l'usage militaire du cheval est totalement abandonné et le Quartier Lorge devient le siège de la subdivision militaire du Calvados (zone de défense de Rennes) qui prend en 1966 le nom de 32e division militaire territoriale, puis de 32e groupement divisionnaire. En 1991, cette circonscription est finalement dissoute.

### Le départ progressif des institutions militaires
Dans le cadre du plan de restructuration des forces armées, le terrain est progressivement libéré par l'armée.
Le ministère de la Défense n'abandonne toutefois pas totalement le site.
En 1992, Louis Mexandeau, secrétaire d'État aux anciens combattants et victimes de guerre de 1991 à 1993, fait installer le bureau des archives des victimes des conflits contemporains dans le Quartier Lorge.
Est également maintenu sur le site le service départemental de l'Office national des anciens combattants et victimes de guerre (ONAC) du Calvados.
En 2015, Le ministère de la Défense regroupe l'ensemble de ses services dans le quartier Lorge. Y sont établis : le Centre d'information et de recrutement des forces armées (CIRFA) et le Centre du service national (CSN), ainsi que divers services administratifs et d'information des armées.
La brigade de surveillance du littoral de gendarmerie maritime, installée au quartier Lorge, est transférée en 2018 à Biéville-Beuville.

## Occupations contemporaines

### Les services du ministère de la Défense
Plusieurs services de l'armée demeurent toutefois :
- direction des statuts, des pensions et de la réinsertion sociale ;
- service départemental de l'Office national des anciens combattants ;
- direction interdépartementale des anciens combattants ;
- direction de la mémoire, du patrimoine et des archives ;
- délégation militaire départementale du Calvados (DMD) ;
- centre du service national (CSN) ;
- quelques services déconcentrés de la Base de défense de Cherbourg (services administratifs et sociaux) (BdD) ;
- des centres d'informations des forces armées de chacune d'elles.

#### Bureau des archives des victimes des conflits contemporains
Le fonds de 7 km de linéaire est constitué de documents réunis par l’administration centrale des anciens combattants à la suite des différents conflits du XXe siècle, en France et à l'étranger en vue d’établir les droits des victimes de guerre :
- Première Guerre mondiale ;
- Guerre d'Espagne ;
- Seconde Guerre mondiale ;
- Guerre d'Indochine ;
- Guerre de Corée ;
- Guerre d'Algérie...

Le bureau, qui dépend du Service historique de la Défense, est chargé notamment de collecter les documents relatifs à la déportation en France, à l'exception des déportés juifs dont les archives sont conservées par le Mémorial de la Shoah. Le ministère de la Défense a toutefois passé une convention avec la Fondation pour la Mémoire de la Shoah afin de travailler de concert.

### La maison des associations
En 2005, le Centre de ressources pour les associations, rebaptisé maison des associations en septembre 2009, est ouvert dans l'ancien mess des cadres, bâtiment construit en 1844-1858 et rétrocédé en 2003 à la ville de Caen. La maison des associations est transférée à la Guérinière en 2018 ; le bâtiment du quartier Lorge abrite depuis la maison de quartier « centre » afin d'abriter les bureaux et locaux administratifs de plusieurs associations culturelles.

### Le pôle culturel
Philippe Duron, alors maire de Caen, souhaitait transformer l'ancienne caserne en « atelier du livre d'art et de l'estampe » organisé autour des fonds de l'Imprimerie nationale. Mais il est ensuite envisagé de créer ce musée sur le site de l'abbaye d'Ardenne, puis le projet caennais est abandonné en mars 2013.
En 2011, le transfert du Fonds régional d'art contemporain Basse-Normandie dans le Quartier Lorge est inscrit dans le contrat de projet État-Région. Les travaux d’aménagement des anciens bâtiments autour du cloître et la construction d'un nouveau bâtiment sont confiés à Rudy Ricciotti. Le Quartier Lorge sera ainsi intégré au pôle culturel d’intérêt régional en cours de constitution à l'ouest du centre-ville (Centre chorégraphique national de Caen Basse-Normandie, dans la Halle aux Granges, mais devant déménager à terme dans la chapelle du Bon-Sauveur, le Conservatoire à rayonnement régional de Caen et l'Artothèque dans le Palais ducal de l'abbaye aux Hommes). Les travaux ont commencé en décembre 2015.
Le 8 mars 2019, le Fonds régional d'art contemporain de Normandie-Caen est officiellement inauguré dans l'ancien couvent restauré.
Les anciennes écuries devraient être reconverties en ateliers culturels accueillant des activités théâtrales et musicales. Le programme et l’enveloppe financière nécessaire pour lancer la consultation de maîtrise d’œuvre sont adoptés lors du conseil municipal du 28 janvier 2019. L'espace central devrait être aménagé en parc urbain. Le chantier des écuries du quartier Lorge commence en juin 2022. La fin du chantier est prévue à l'automne 2023. 
Le projet prévoit notamment la création d'un espace destiné aux expositions temporaires de jeunes artistes, d'un plateau de répétition, d'une scène (théâtrion) avec gradin fixe (environ 100 places), d'une salle de concert (environ 100 places debout), d'une salle polyvalente (50 places assises). Trois des écuries resteront inoccupées dans un premier temps, les travaux ne commençant que fin 2023. Dans les petites écuries et la forge, seront aménagés des ateliers de poterie, dessins, de travail de la terre, ainsi que huit studios pour des artistes en résidence. L'ouverture du pôle culturel a lieu le 15 juin 2024 et l'inauguration officielle le 6 septembre de la même année.

## Monuments historiques

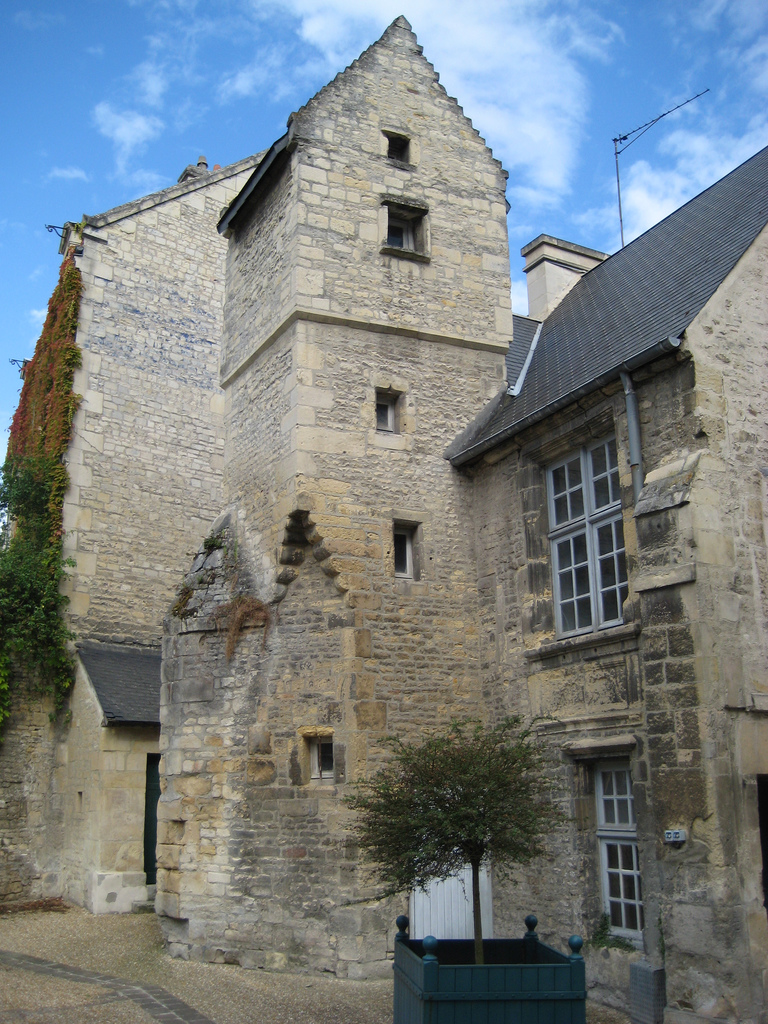
Maison du Grenadier.

Actuellement, l'emprise du camp est de 64 536 m2. Ce camp a été construit sur un terrain légèrement en pente, ce qui engendre des différences de niveau à l'intérieur de l'enclos. L'emprise est divisée en deux parties bien distinctes : la partie basse à l'est, qui comprend l'ancien monastère du XVIIe siècle, et la partie haute à l'ouest, correspondant aux anciens jardins dans lesquels ont été construits les bâtiments du XIXe siècle. Les deux parties sont séparées par un mur de soutènement. La parcelle haute en terrasse est elle-même subdivisée en deux sous-parties : au centre de la caserne, le champ d'exercice pour les chevaux entouré par les écuries, et à l'extrémité occidentale les bâtiments annexes autour d'une cour légèrement surélevée.
Sur l'ensemble du terrain s'élèvent 24 bâtiments. Certains de ces bâtiments ont une valeur patrimoniale. Le 13 juin 1927, l'ancienne chapelle et le cloître ont été inscrits à l'inventaire supplémentaire des monuments historiques. L'ancienne église ayant été détruite en 1944, elle a été radiée de la liste des monuments historiques par l'arrêté du 15 février 1946. En revanche, les façades et toitures des anciens bâtiments conventuels ont été inscrites à leur tour le 18 novembre 1988, en même temps que les bâtiments à usage militaire construits au XIXe siècle.
Sont donc inscrits :
- l'ancien cloître, ainsi que les façades et toitures des bâtiments conventuels et du pensionnat des demoiselles ;
- la maison dite du Grenadier sur la rue Caponière ;
- l'infirmerie vétérinaire ;
- la pharmacie vétérinaire reliée par un préau à la forge des maréchaux encore aujourd'hui équipée ;
- la grande écurie.